# Die Motorrad-Cops: Hart am Limit
Die Motorrad-Cops: Hart am Limit is een Duitse politieserie, uitgezonden door RTL Television. De serie werd geproduceerd door action concept die eerder Cobra 11 en Der Clown produceerde.

## Verhaal
De serie volgt een drietal motoragenten uit de deelstaat Noordrijn-Westfalen, bestaande uit Tom Geiger op de BMW R 1200 C-serie, Kai Sturm op de  Ducati 900 SS en Susanna "Sunny" Labonne op de Cagiva.

## Rolverdeling
| Acteur              | Personage               |
| ------------------- | ----------------------- |
| Yvonne de Bark      | Susanna 'Sunny' Labonne |
| Jens Peter Nünemann | Kai Sturm               |
| Matthias Paul       | Tom Geiger              |
| Gerhard Naujoks     | Wolfgang Abendroth      |
| Suzanne Geyer       | Ruth Westendorp         |
| Rhoda Kaindl        | Julia Steininger        |